# Ламанш
Ламанш или Енглески канал (фр. La Manche; енгл. English Channel) је део Атлантског океана које одваја острво Велика Британија од северне Француске те спаја Атлантски океан и Северно море. Дуг је око 563 km а широк око 240 km. Доверски теснац је најужи део канала, који је широк само 34 km (од Довера до Кап Гри Неза) и налази се на најисточнијем делу пролаза. За време Римског царства пролаз се звао Oceanus Britannicus, а до 1549. године Британско море.
Дуг је око 560 km и варира по ширини од 240 km на најширем делу до 34 km у Доверском теснацу. То је најмање од плитких мора око континенталног појаса Европе, покривајући површину од око 29.000 квадратних миља (75.000 km²).
Канал је био кључни фактор у томе што је Британија постала поморска велесила, а Британија га је користила као природни одбрамбени механизам помоћу којег су заустављене многе потенцијалне инвазије, попут Наполеонових ратова и оних Адолфа Хитлера у Другом светском рату.

## Име
Колоквијално познат на енглеском језику као Уско море, до 18. века, Ламанш није имао фиксно име ни на енглеском, ни на француском. Никада није дефинисан као политичка граница, и називи су били мање-више описни. Овај канал се није сматрао власништвом нације. Пре развоја модерних нација, британски научници су га врло често називали галским (лат. Gallicum), а француски као британским или енглеским. Назив Енглески канал је у широкој употреби од почетка 18. века, и вероватно потиче од ознаке  Engelse Kanaal у холандским морским картама од 16. века наовамо. У савременом холандском језику, међутим, познат је као Het Kanaal (без позивања на реч „енглески”). Касније је био познат и као Британски канал или Британско море. Географ Птоломеј из 2. века назвао га је Oceanus Britannicus. Исти назив се користи на италијанској мапи од око 1450. године, што даје алтернативни назив canalites Anglie - вероватно прва забележена употреба назива с речју канал. Англосаксонски текстови често га називају Sūð-sǣ ('Јужно море') за разлику од Norð-sǣ ('Северно море' = Бристолски канал). Уобичајена реч канал први пут је забележена у средњоенглеском језику у 13. век и позајмљена је из старофранцуског chanel, варијантног облика chenel 'канала'.
Француски назив la Manche користи се бар од 17. века. Обично се каже да се назив односи на облик каналског рукава (фр. la manche). Народна етимологија га је извела из келтске речи која значи 'канал', која је такође извор назива за Минч у Шкотској, мада ово име није посведочено пре 17. века, а француски и британски извори тог времена су савршено јасни о његовој етимологији. Име на француском је директно прилагођено другим романским језицима (шп. Canal de la Mancha, рум. Canalul Mânecii). Име на бретонском (Mor Breizh) значи 'Бретонско море', а његово корнишко име (Mor Bretannek) значи 'Британско море'.

## Географија
Канал је повезан са Северним морем на истоку код Па де Калеа, и Атлантским океаном на западу. Улаз Ламанша у Атлантик је означен острвима Сорлингес на северу и Уесан на југу. Ламанш је окружен Уједињеним Краљевством на северу и Француском на југу. Региони Француске који се граниче са Ламаншом су Север Па де Кале, Пикардија, Горња Нормандија, Доња Нормандија и Бретања. Француски департмани који имају излаз на Ламанш су Север, Па де Кале, Сома, Приморска Сена, Калвадос, Манш, Ил и Вилен, Обале Армора и Финистер.
Међународна хидрографска организација дефинише југозападну границу Северног мора као „линију која спаја светионик Волд (Француска, 1°55'И) и Ледеркоут Појнт (Енглеска, 5°10'С)”. Светионик Вoлд је 6  источно од Kалeа (50° 59′ 06″ N 1° 55′ 00″ E / 50.98500° С; 1.91667° И), а Ледеркоут Појнт је на северном крају залива Ст Маргарет, Кент (51° 10′ 00″ N 1° 24′ 00″ E / 51.16667° С; 1.40000° И).
Доверски мореуз (фр. Pas de Calais), на источном крају Ламанша, његова је најужа тачка, док се његова најшира тачка налази између Лајмског залива и залива Сен Мало, близу његове средине. Релативно је плитак, са просечном дубином од око 120 m (390 ft) на свом најширем делу, смањујући се на дубину од око  између Довера и Калеа. Источно одатле, суседно Северно море се дубински смањује на око 26 m (85 ft) у Брод Фортинсу, где лежи изнад слива некадашњег копненог моста између Источне Англије и Ниске Земље. Он достиже максималну дубину од 180 m (590 ft) у потопљеној Хердс долини, 48 km (30 mi) западно-северозападно од Гернзија. Источни регион дуж француске обале између Чербурга и ушћа реке Сене у Авру често се назива и залив Сене (фр. Baie de Seine).
У Ламаншу постоји неколико великих острва, од којих су најзначајнија Острво Вајт код енглеске обале, и Каналска острва, британски Крунски поседи код обале Француске. Обала, посебно на француској обали, дубоко је дубоко разуђена; неколико малих острва близу обале, укључујући Чоси и Мон Сен Мишел, су под француском јурисдикцијом. Полуострво Котентин у Француској стрши у Ламанш, док на енглеској страни постоји мали паралелни теснац познат као Солент између острва Вајт и копна. Келтско море је западно од Канала.
Канал делује као левак који појачава опсег плиме и осеке од мање од метра посматрано на мору до више од 6 метара како је примећено на Каналским острвима, западној обали полуострва Котентин и северној обали Бретање. Временска разлика од око шест сати између велике воде на источној и западној граници Канала указује на то да се распон плиме и осеке додатно појачава резонанцом.

### Геолошко порекло
Канал је геолошки новијег порекла. Током већег дела плеистоценског периода то је било суво тло. Пре девенсијанске глацијације (најскоријег глацијалног периода, који је завршио пре око 10.000 година), Британија и Ирска биле су део континенталне Европе, повезане непрекинутом антиклиналом Вилд-Артва, гребеном који је деловао као природна брана која задржавала воду великог слатководног про-глацијалног језера у региону [Doggerland[|Догерланд]], сада потопљеном под Северним морем. Током овог периода Северно море и скоро сва британска острва била су прекривена ледом. Језеро се напајало растопљеном водом са Балтика и из каледонских и скандинавских ледених плоча које су се спојиле на северу, блокирајући његов излаз. Ниво мора био је за око 120 m (390 ft) нижи него данас. Затим, пре између 450.000 и 180.000 година, најмање две катастрофалне поплаве глацијалних језера пробиле су антиклиналу Вилд-Артва.
Прва поплава би трајала неколико месеци, испуштајући чак милион кубних метара воде у секунди. Поплава је започела великим, али локализованим водопадима преко гребена, који су ископали удубљења која су сада позната као Фос Догерланд. Ток је нагризао задржавајући гребен, узрокујући пропадање камене бране и испуштање језерске воде у Атлантик. Након више епизода промене нивоа мора, током којих је Фос Догерланд био у великој мери испуњен разним наслагама талога, још једна катастрофална поплава исклесала је велику долину до каменог дна, канал Лоборг, широк око 500 m и дубок 25 m, од јужног Северног морског базен кроз средиште Доверског теснаца и у Ламанш. То је оставило поравната острва, уздужне ерозионе бразде и друге карактеристике типичне за катастрофалне мегапоплавне догађаје, које су и даље присутне на морском дну и сада откривене сонаром високе резолуције. Кроз испрани канал пролазила је река, Каналска река, која је одводила комбиновани ток Рајне и Темзе према западу до Атлантика.
Поплаве су уништиле гребен који је Британију повезивао са континенталном Европом, иако је копнена веза преко јужног дела Северног мора постојала с прекидима у каснијим временима када су периоди глацијације резултирали снижавањем нивоа мора. Крајем последњег глацијалног периода, пораст нивоа мора коначно је прекинуо последњу копнену везу.

### Екологија
Као прометни бродски пролаз, овај канал доживљава еколошке проблеме након несрећа у којима су били захваћени бродови са токсичним теретом и изливањем нафте. Заиста, више од 40% инцидената у Великој Британији који прете загађењем догађа се у или близу Канала. Један од недавних догађаја био је узрокован бродом МСЦ Наполи, који је 18. јануара 2007. насукан са скоро 1700 тона опасног терета у Лајмском заливу у заштићеној обали Светске баштине. Брод је био оштећен и био је на путу за луку Портланд.

## Историја
Ламанш је одувек био природна одбрана од спољних напада, између осталог Наполеона и Немачке током Другог светског рата. Преко Ламанша је прешло више инвазија (римско освајање Британије, норманска освајања те искрцавање у Нормандији). 
Пролаз је релативно плитак, са просечном дубином од око 120 m на његовом најширем делу па до дубине од 45 m у делу између Довера и Калеа. Каналска острва се налазе у пролазу, ближе француској обали. 
Године 1994. испод Ламанша је прокопан 50 km дуг железнички тунел који спаја Черитон у Енглеској и Кале у Француској. То је други по дужини железнички тунел у свету. Возови који пролазе кроз њега повезују Лондон са Паризом и Бриселом.